# 周鉄虎
周鉄虎（周鐵虎、しゅう てつこ、509年 - 557年）は、南朝梁から陳にかけての軍人。李虎の諱を避けるため、史書では「周鉄武」と書かれることがある。

## 経歴
出身地は知られず、北朝から江南に渡来した。膂力は人にすぐれ、馬槊の使用を得意とした。梁の河東王蕭誉に仕えて府中兵参軍となった。蕭誉が広州刺史となると、鉄虎はその下で興寧県令となった。蕭誉が湘州刺史となると、鉄虎はその下で臨烝県令となった。侯景の乱が起こると、湘東王蕭繹が子の蕭方等を湘州に派遣して蕭誉に代えようとした。蕭誉は蕭方等を迎え撃って勝利したが、この戦いにおいて鉄虎の功績が最上であった。王僧弁が蕭誉を討つと、鉄虎は王僧弁に捕らえられた。王僧弁は鉄虎を煮殺そうとしたが、鉄虎が「侯景が滅びないのに、どうして壮士を殺すのか」と言い放った。王僧弁はそのことばに感心して、鉄虎を許して麾下に加えた。
侯景軍が西上してくると、鉄虎は王僧弁の下で任約や宋子仙を撃破して、戦功を挙げた。湘東王蕭繹により仁威将軍・潼州刺史に任じられ、沌陽県子に封じられた。また王僧弁の下で建康を奪回し、謝答仁を降し、湘州の陸納（王琳の部将）を平定した。承聖2年（553年）、前後の戦功により、爵位は侯に進んだ。散騎常侍となり、信義郡太守を兼ねた。承聖4年（555年）、陳霸先が王僧弁を殺害すると、鉄虎は部下を率いて陳霸先に降った。同年（紹泰元年）11月、徐嗣徽が北斉軍を率いて長江を渡ってくると、鉄虎は板橋浦でその水軍を撃破した。また歴陽を攻撃して、北斉の陣営を落とした。紹泰2年（556年）、散騎常侍・厳威将軍・太子左衛率に任じられた。まもなく周文育の下で先鋒をつとめ、南江に蕭勃を迎え撃った。また周文育の命により偏軍となり、苦竹灘で蕭勃の前軍の欧陽頠を襲撃した。
永定元年（557年）、周文育の下で王琳の軍と戦ったが、沌口にて敗北し周文育や侯安都らとともに王琳に捕らえられた。王琳は捕虜となった諸将を引見したが、鉄虎は語気あらく屈服の姿勢を見せなかったため、周文育の部下のうちではひとりだけ殺害された。享年は49。侍中・護軍将軍・青冀二州刺史の位を追贈された。天嘉5年（564年）3月、陳の文帝により武帝（陳霸先）の廟庭に配享された。
子の周瑜が後を嗣いだ。

## 伝記資料
- 『陳書』巻10 列伝第4
- 『南史』巻67 列伝第57